# 長身擬雀鯛
長身擬雀鯛，為鱸形目鱸亞目擬雀鯛科的其中一種，為熱帶海水魚，分布於西太平洋菲律賓、印尼海域，深度5-60公尺，本魚體延長，頭部黃色，身體紫色至紫黑色，尾鰭黑色，背鰭前緣具紅邊，背鰭硬棘3枚、背鰭軟條25-26枚、臀鰭硬棘3枚、臀鰭軟條14-15枚，體長可達6.5公分，棲息在礁石區，生活習性不明。

## 擴展閱讀
維基物種上的相關：長身擬雀鯛